# Abderrahmane Mehdaoui
Abderrahmane Mehdaoui – algierski trener piłkarski.

## Kariera trenerska
W latach 1997–1998 był selekcjonerem reprezentacji Algierii. Awansował z nią na Puchar Narodów Afryki 1998. Algieria na tym turnieju przegrała wszystkie trzy mecze: z Gwineą (0:1), z Burkina Faso (1:2) i z Kamerunem (1:2).